# Grupo Teatro del Contrajuego
El grupo Teatro del Contrajuego se creó en el año 1987, en Caracas. Fue fundado por el director Orlando Arocha junto a María Carolina Leandro, Lisna Marcó, Patricia Velasco y el pintor Juan Iribarren. Más adelante se incorporaron a la agrupación estable Julio Bouley, Vicente Albarracín y Henry MacCarthy.
En el año 1996, Ricardo Nortier entró a la junta directiva de la agrupación y continúa hasta el presente.
El nombre se escogió pensando en el juego y en el contrajuego, aludiendo a la intención de trabajar los clásicos como contemporáneos y viceversa; como un juego de ir hacia adelante y hacia atrás.  

## Historia
Orlando Arocha es fundador del Grupo Teatro del Contrajuego. En el año 1987 regresaba de vivir como estudiante una década en París- Francia, donde había estudiado etnología en la Universidad de París X-Nanterre, Teatro en la Sorbonne Nouvelle-París III y asistencia de dirección de cine en el Conservatorio de Cine Francés, además de hacer una temporada como pasante en la Ópera de París.
Una vez establecido en Caracas-Venezuela, comenzó su carrera académica como profesor en la Escuela de Artes de la Universidad Central de Venezuela, donde funda,junto con un pequeño grupo de personas que se interesan por las artes escénicas, El Teatro del Contrajuego.
Orlando Arocha, no solo realizaba obras de teatro y las llevaba a escena con la idea de reflejar en las obras lo que se estaba viviendo en el país, sino que también formaba a sus estudiantes, cada montaje era una ocasión de aprendizaje para los integrantes.
El primer espacio donde se presentó el grupo fue en una nueva sala de teatro de la Alianza Francesa ubicada en Chacaíto, coordinada por Romeo Costea, director de origen rumano, establecido en Venezuela.
Entre otros espacios de la ciudad, el grupo ensayaba rotativamente en varios sitios: en la Escuela de Artes de la Facultad de Humanidades y Educación Universidad Central de Venezuela, en el Centro Cultural Prisma, un espacio que se encontraba cerca del Ateneo de Caracas, y en la Biblioteca Nacional, de la cual la agrupación más adelante pasó a ser por un tiempo el grupo teatral residente. Finalmente en el año 1998, el Ateneo de Caracas se convirtió en su sede.
En el año 2009 se desalojó completamente el edificio del Ateneo de Caracas.

El vencimiento del comodato que otorgó el Ministerio de Hacienda en el año 1983 fue la excusa esgrimida por el Gobierno para ordenar el desalojo del edificio del Ateneo de Caracas. Orlando Arocha, director del Teatro del Contrajuego, agrupación de más de dos décadas de existencia que desde hace más de 10 años tuvo su sede en el Ateneo, también tuvo que salir del espacio, perdiendo así su sede. 

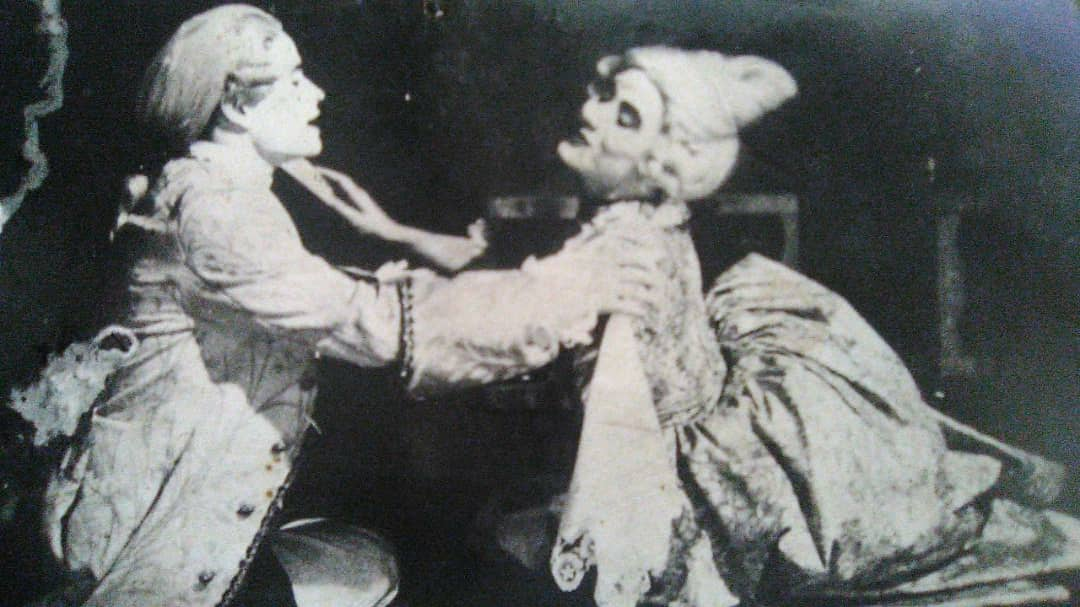
Julio Bouley y Maria Carolina Leandro en "La Ópera de Esmirna" (1990)

## Obras
El Teatro del Contrajuego ha representado los siguientes espectáculos:
| Año  | Nombre                                                      | Autor                                                                                |
| ---- | ----------------------------------------------------------- | ------------------------------------------------------------------------------------ |
| 1987 | Historia de la Natividad                                    | Heinrich Schütz.                                                                     |
| 1988 | El Juego del Amor y del Azar                                | Marivaux                                                                             |
| 1989 | Tríptico-Mishima                                            | Yukio Mishima                                                                        |
| 1990 | La Ópera de Esmirna                                         | Carlo Goldoni                                                                        |
| 1991 | Sueño de una noche de Verano                                | William Shakespeare                                                                  |
| 1992 | Las Veladas Poético Musicales en Homenaje al Cojo Ilustrado | Julio Bouley, Vicente Albarracín y Henry MacCarthy                                   |
| 1993 | La Falsa Criada                                             | Marivaux                                                                             |
| 1993 | La Honra de la Mujer                                        | Aníbal Dominici                                                                      |
| 1994 | El pie de la Virgen                                         | Andrés Eloy Blanco                                                                   |
| 1995 | TartufoMoliereGoldoni                                       | Moliére y Goldoni                                                                    |
| 1995 | Viva México D.F                                             | Emilio Carballido                                                                    |
| 1996 | Frankie and Jhonny                                          | Terence Mc-Nally                                                                     |
| 1997 | Libertad en Bremen                                          | Rainer Fassbinder                                                                    |
| 1998 | Emperador Jones                                             | Eugene O´Neill                                                                       |
| 1998 | Más allá del horizonte                                      | Eugene O´Neill                                                                       |
| 1999 | Sonrisa de Gato                                             | Xiomara Moreno, Romano Rodríguez, José Miguel Vivas, Johnny Gavlosky, Ricardo García |
| 1999 | Comedia del día a día por la noche                          |                                                                                      |
| 2000 | Sex and Love                                                | Basada en cuentos de Tennessee Williams                                              |
| 2000 | La Vida es Sueño                                            | Pedro Calderón de la Barca                                                           |
| 2000 | The zoo story                                               | Edward Albee                                                                         |
| 2001 | Último piso en Babilonia                                    | Xiomara Moreno                                                                       |
| 2002 | Galileo                                                     | Bertolt Brecht                                                                       |
| 2002 | Apuntes de Cocina de Leonardo Da Vinci                      | Ricardo Nortier                                                                      |
| 2003 | El Decamerón de Boccaccio                                   | Giovanni Boccaccio                                                                   |
| 2003 | Por un sí o por un no                                       | Nathalie Sarraute                                                                    |
| 2004 | La Muerte de Danton                                         | Georg Büchner                                                                        |
| 2004 | La almohada mágica de Kantán                                | Yukio Mishima                                                                        |
| 2005 | Bebezotes                                                   | Cida Buarque y Marcus Tafuri                                                         |
| 2005 | Yo Satán                                                    | Antonio Álamo                                                                        |
| 2005 | Después de la Lluvia                                        | Sergio Belbel                                                                        |
| 2005 | Hamlet                                                      | William Shakespeare                                                                  |
| 2006 | Cartas de amor de la monja portuguesa                       | Monólogo basado en las epístolas atribuidas a Sor Mariana Alcoforado                 |
| 2006 | Mejor se hubieran quedado en sus casas güevones             | Basado en 5 monólogos Rodrigo García                                                 |
| 2007 | Arlequín servidor de dos patrones                           | Carlo Goldoni                                                                        |
| 2007 | Siete Gaticas                                               | Nelson Rodríguez                                                                     |
| 2008 | Parece que va a temblar                                     | Ricardo Nortier                                                                      |
| 2009 | La noche árabe                                              | Roland Schimmelpfenig                                                                |
| 2010 | La Casa de Bernarda Alba                                    | Federico García Lorca                                                                |
| 2010 | Cuarteto                                                    | Heiner Müller                                                                        |
| 2011 | Un Tranvía Llamado Deseo                                    | Tennessee Williams                                                                   |
| 2011 | Mujeres Poseídas                                            | Basada en cuentos de Tennessee Williams                                              |
| 2012 | 8 Rubias Platinadas                                         | Robert Thomas                                                                        |
| 2012 | Las Amargas lágrimas de Petra Von Kant                      | Rainer Fassbinder                                                                    |
| 2012 | El Pelícano                                                 | August Strindberg                                                                    |
| 2012 | Señorita Julia                                              | August Strindberg                                                                    |
| 2013 | Macbeth                                                     | William Shakespeare                                                                  |

Obras infantiles
| Año  | Nombre Obra                       | Dramaturgo      |
| ---- | --------------------------------- | --------------- |
| 1998 | Un ángel cayó en mi sopa          | Ricardo Nortier |
| 2001 | Yo quiero ser Jarri Poter         | Ricardo Nortier |
| 2004 | Trivilin, el negrito de la sabana | Ricardo Nortier |

## Espacios de formación
Se dictaron varios talleres, pero fue “El estudio teatral “el que demandó más tiempo.
Tenía una duración de dos a tres años, de lunes a jueves por 3 horas diarias, y terminaba con un montaje final, de corte profesional.

## Festivales
| Año  | Festival                                     | Obra                |
| ---- | -------------------------------------------- | ------------------- |
| 2001 | Festival de Teatro Clásico de Almagro        | La Vida es Sueño    |
| 2004 | Festival Internacional de Teatro de Caracas  | La Muerte de Danton |
| 2013 | II Edición del Festival de Teatro de Caracas |                     |

## Reconocimientos
| Año  | Nombre                                | Categoría                            | Obra                                   | Nombre del ganador                        |
| ---- | ------------------------------------- | ------------------------------------ | -------------------------------------- | ----------------------------------------- |
| 1993 | Premio Municipal de Teatro            | Mejor Dirección                      | Sueño de una noche de Verano           | Orlando Arocha                            |
| 2004 | Premio Municipal de Teatro            | Mejor Producción                     | La Muerte de Danton                    | Teatro del Contrajuego                    |
| 2005 | Premio Municipal de Teatro            | Mejor Dirección (Mención Honorífica) | Juego del amor y del azar              | Orlando Arocha                            |
| 2006 | Premio Municipal de Teatro            | Mejor Dirección "Carlos Giménez"     | Yo Satán                               | Juan José Martín                          |
| 2006 | Premio Municipal de Teatro            | Mejor Producción                     | Yo Satán                               | Teatro del Contrajuego (Coproducción TET) |
| 2008 | Premio Municipal de Teatro            | Mención Especial por el texto        | Parece que va a temblar                | Ricardo Nortier                           |
| 2010 | Premio Municipal de Teatro            | Dirección                            | Cuarteto                               | Orlando Arocha                            |
| 2010 | Premio Municipal de Teatro            | Producción                           | Cuarteto                               | Teatro del Contrajuego                    |
| 2012 | Premio Municipal de Teatro de Caracas | Mejor Vestuario                      | Las Amargas lágrimas de Petra Von Kant | Joaquín Nandez                            |